# NGC 4914
NGC 4914 је елиптична галаксија у сазвежђу Ловачки пси која се налази на NGC листи објеката дубоког неба.
Деклинација објекта је + 37° 18' 53" а ректасцензија 13h 0m 42,9s. Привидна величина (магнитуда) објекта NGC 4914 износи 11,5 а фотографска магнитуда 12,5. NGC 4914 је још познат и под ознакама UGC 8125, MCG 6-29-14, CGCG 189-13, PGC 44807.